# 陳必謙
陳必謙（？—1644年），字旦融，號益吾，南直隶苏州府常熟縣匠籍。明朝政治人物。

## 生平
万历四十年（1612年）壬子科应天府乡试举人，四十一年（1613年）联捷癸丑科進士，禮部觀政，授宝坻知县，四十四年補知辉县，天啓元年本省同考。仿古常平仓法，积穀赈饥。濬卓水、万泉等河，民利赖之。秩满入觐，御史左光斗特荐，左都御史邹元标、吏部周顺昌辈争相引重。以目眚，天啓二年四月考补为南京江西道御史。值挺击、红丸二案罪人未得，特疏参戚臣郑养性及大臣之婿戚入阁者，群奸侧目，削籍归里。
崇祯初，起补南京陕西道御史，当京察，陈六事曰：正纪纲、明职业、重操守、破情面、禁借端、息党议，疏入称旨，申谕掌察诸臣，而逆案、计典遂定，然而小人之恨益深，朋党之属不解矣。二年升南京通政使司右參議。數年後，擢河南巡抚。昔日汴宋汝雒之间，所在皆有農民起事，必谦所部士卒不满千人，援剿边兵多驻雒西，必谦亟檄至，令主客兵分道杀贼，边将左良玉与敵战於鄢陵之张桥，又战郏县之神垕山，部将李云程战鄢陵之彭祖店，皆斩首不計其數。部将赵柱战叶，馘其渠帅伪兴世王，贼攻信阳，部将李国祯与知信阳州严栻卻敵。部将陈永福自陈趋沈丘，攻贼无意，贼溃为两，犇颍上及巩洛之间。必谦曰：濠颍接壤，园陵不可再惊，而西贼又不容缓图。乃自引兵而西，命陈永福率兵赴颍力战，贼走黄州，西贼亦奔雒西。时永宁、灵宝告急，必谦遣别将救永宁，而自救灵宝，贼依朱阳山而阵，我师薄之，贼溃走，死川谷皆满。别将亦败贼于河底村，两县得完。已而贼帅伪号闯王者拥众出关，又有号八大王、整齐王者数万众共寇河南。必谦率边将祖宽、左良玉等救之，战于嵩之九皋山，又大战于汝州之圪料镇，斩贼闯塌天、整齐王二魁，贼皆溃走。或西入秦，或南入楚，而闯王则由汝宁入南直界以去。当是时，贼惟伪闯王最为枭雄，必谦谓先擒闯，馀党自溃，遂上疏乞敕督师总理镇守诸文武大臣，会诸道兵先剿闯贼一部总理兵部侍郎常州卢象升亦誓与必谦戮力讨贼，刻期进兵。会贼别部复自秦楚分道入寇，雒下大震，闯贼知我有西顾忧，复进窥归德、开封。必谦督诸将迎击，贼败走，西贼闻亦气夺。必谦度闯贼必西，分兵汝雒，设险以待，贼果西，边将王进忠、祖大乐、左良玉、部将汤九州等前后夹击，破之。会楚郧二抚不能同心，又京师戒严，边帅在河南者皆召入卫，贼势复猖。必谦与贼转战宛雒之间，斩贼伪扫地玉，擒伪军师金龙腾，饶有劳绩，执政以盟门户计忌其成功，必谦荐陈永福战功，多劾左良玉部将不用命，皆不报，遂以该抚堕计，土寇不戢二事为罪，解任归。必谦归而河南益不可问矣。
崇祯帝曾在御屏上書寫天下清官四人，首為文震孟，次即必谦，次刘宗周、黄道周。久之，思必谦废弃非罪，召为工部侍郎，督修明永陵暨皇贵妃坟。坟例费三十余万，必谦以军需孔急，奏请省三之二，疏荐祥符史可法可大倚任。晋工部尚书，未几而三月十九日之难作矣。必谦被执，清军入关，得间逃亡归乡，发愤病死。必谦少有清望，与顾宪成、高攀龙、文震孟等人交好，诸正人成推许之。性好论时艺，自河南归，犹与士子论文，娓娓不倦。

## 著作
著《柴居漫语》行于世。

## 家族
曾祖陳應授，壽官。祖父陳從相，庠生。父陳希堯。弟陈必诚，字拙生，少困童子试，后中崇祯十二年己卯举人，举乡饮宾，年七十三而卒，所著《增广楚词》、《南华经悟解》诸书藏于家。
二子皆诸生，窮困而死。